# Battaglia del Grebbeberg
La battaglia del Grebbeberg ebbe luogo tra l'11 e il 13 maggio 1940, vicino a Rhenen nei Paesi Bassi, tra l'esercito dei Paesi Bassi e quello tedesco, durante l'invasione dei Paesi Bassi.

## Il campo di battaglia

### La linea Grebbe
La linea Grebbe era un sistema difensivo basato sul concetto francese di trincea che prevedeva tre linee difensive. Nella terra di nessuno e nell'area tra la prima e la seconda linea vi erano ostacoli e campi minati mentre nelle trincee vi erano fanti leggeri supportati da mitragliatrici e mortai, nelle trincee stesse, e dall'artiglieria dietro la seconda e la terza linea.
Gli olandesi tuttavia modificarono questo concetto di trincea rimuovendo le interconnessioni tra le prime due linee e le trincee sussidiarie alla prima linea. Furono posizionati un numero troppo ridotto di ostacoli e la capacità del sistema difensivo era limitato. La prima linea era ora la linea principale di difesa con diversi salienti fortificati con mitragliatrici posizionate con un angolo di 120°. La terza linea era praticamente assente, sostituita da una trincea più piccola, diversa da quella che avrebbero scavato i francesi. Le aree di fronte alle linee difensive erano inondate, tranne che a Grebbeberg, dove il terreno rialzato non lo permise.

### Le unità a difesa
Le unità a difesa nel settore più meridionale tra Achterberg e Grebbeberg era formata da 11 000 uomini e 60 pezzi d'artiglieria. Questi 11 000 uomini non erano posizionati in prima linea: rispettivamente 400, 1 250 e 750 uomini erano disposti nelle tre linee del settore di Grebbeberg. Non vi erano più di 2 500 uomini tutti assieme. Nel settore adiacente di Achterberg vi erano altri 2 500 soldati. I restanti 6 000 uomini erano disposti nelle retrovie come riserve.

### I tedeschi
Le unità tedesche schierate presso il campo di battaglia appartenevano tutte al X Armeekorps: esse erano la 207ª, la 227ª e la 526ª Divisione di Fanteria oltre a due reggimenti delle Waffen-SS, il Leibstandarte e il Der Führer. Di queste solo le due unità SS e la 207ª Divisione presero parte agli scontri.
Il reggimento Der Führer consisteva in più di 5 000 uomini mentre la 207ª Divisione possedeva 17 900 uomini, divisi in tre reggimenti: il 322º, il 368º e il 374º Reggimento. In supporto vi erano 36 mortai da 10,5 cm, 16 da 15 cm e 6 da 21 cm.

## La battaglia
La sera del 10 maggio le prime unità SS giunsero a est di Wageningen. Il piano tedesco prevedeva una fase preparatoria con bombardamenti d'artiglieria lungo tutta la linea, seguita dall'avanzata di 700 uomini delle SS. Vi furono però dei ritardi e non tutte le unità d'artiglieria furono pronte e operative nella prima fase.

### 11 maggio
Circa alle ore 02:00 tutte le unità d'artiglieria tedesche operative aprirono il fuoco. Il bombardamento procurò danni lievi alle difese olandesi e queste cominciarono ben presto a rispondere al fuoco con cannoni da 12 cm e da 15 cm. All'incirca alle 07:00 il 1º Battaglione SS cominciò l'avanzata ostacolata quasi subito dai colpi di fucile e dalle mitragliatrici olandesi, tanto che nelle prime ore le SS non ottennero nulla. Verso le 10:00 però le prime posizioni olandesi cominciarono a cedere nel settore settentrionale, a sud dell'area inondata. A mezzogiorno altri olandesi nel settore nord cominciarono a ripiegare permettendo a tutta la linea d'assalto di progredire nell'avanzata, prendendo possesso della strada tra Wageningen e Rhenen in un paio d'ore. Tra le 14:00 e le 16:00 i tedeschi si stabilirono nelle postazioni conquistate e avanzarono ulteriormente a nord della strada mentre a sud i combattimenti furono più duri e durarono altre due ore, finché gli olandesi non si arresero. I tedeschi riuscirono, durante la prima giornata, a surclassare la prima linea ma non ad aprire una via attraverso le linee di difesa principale, perdendo 23 uomini; gli olandesi persero 45 soldati di cui circa metà uccisi come rappresaglia dopo essersi arresi.

### 12 maggio
Per tutta la notte del 12 maggio, gli olandesi subirono per nove ore consecutive il fuoco d'artiglieria tedesca che impedì il rifornimento delle linee difensive più avanzate e distrusse le linee di comunicazione telefoniche, lasciate scoperte dai difensori. Sempre nella notte, venne pianificato un assalto tedesco per prendere possesso delle restanti prime linee olandesi. Inaspettatamente, alle 12:30, un battaglione SS, subito seguito da un altro, si lanciò all'attacco, sfruttando il terreno per penetrare nelle trincee nemiche, sfruttando la copertura dell'artiglieria e delle mitragliatrici pesanti. In poco tempo i tedeschi conquistarono la maggior parte delle postazioni olandesi mentre questi ultimi cominciarono a lanciare dei raid aerei contro le truppe e l'artiglieria avversaria, per il resto del pomeriggio. Gli olandesi tentarono quindi un contrattacco che fallì e a sera le SS assaltarono nuovamente le difese nemiche penetrando nelle retrovie.

### 13 maggio
Il 13 maggio gli olandesi lanciarono un contrattacco pianificato per le ore 04:30. A causa della disorganizzazione l'assalto cominciò solo alle 07:00. A nord di Grebbeberg si scontrarono con le unità SS, anche loro in avanzamento sin dal primo mattino. La battaglia durò fino a mezzogiorno quando la superiorità d'equipaggiamento tedesca costrinse gli olandesi ad una caotica ritirata. La successiva battaglia fu tatticamente molto simile ad una battaglia della prima guerra mondiale: le SS furono sostituite dal 322º Reggimento che assaltò le retrovie olandesi, ovvero le linee difensive non ancora in mani tedesche. Il primo attacco venne respinto ma il secondo tentativo portò un ridotto successo nell'area nord. A sud gli olandesi resistettero tenendo lontani i tedeschi con le bombe a mano ma quando le granate cominciarono a scarseggiare dovettero ritirarsi concedendo ai nemici una vittoria decisiva. I tedeschi continuarono l'avanzata verso ovest, dove gli olandesi difendevano la linea ferroviaria. Le SS tedesche tentarono più volte di oltrepassare la ferrovia ma sottovalutarono la resistenza olandesi che durò fino alle 17:30 quando venne ordinata una ritirata generale.

## Considerazioni
La battaglia di Grebbeberg divenne un simbolo della resistenza olandese durante i combattimenti di maggio mentre per i tedeschi fu uno degli eventi più drammatici della guerra fino all'invasione dell'Unione Sovietica, tanto che battezzarono la collina su cui si svolse la battaglia la "Montagna del Diavolo".